# Stajnia

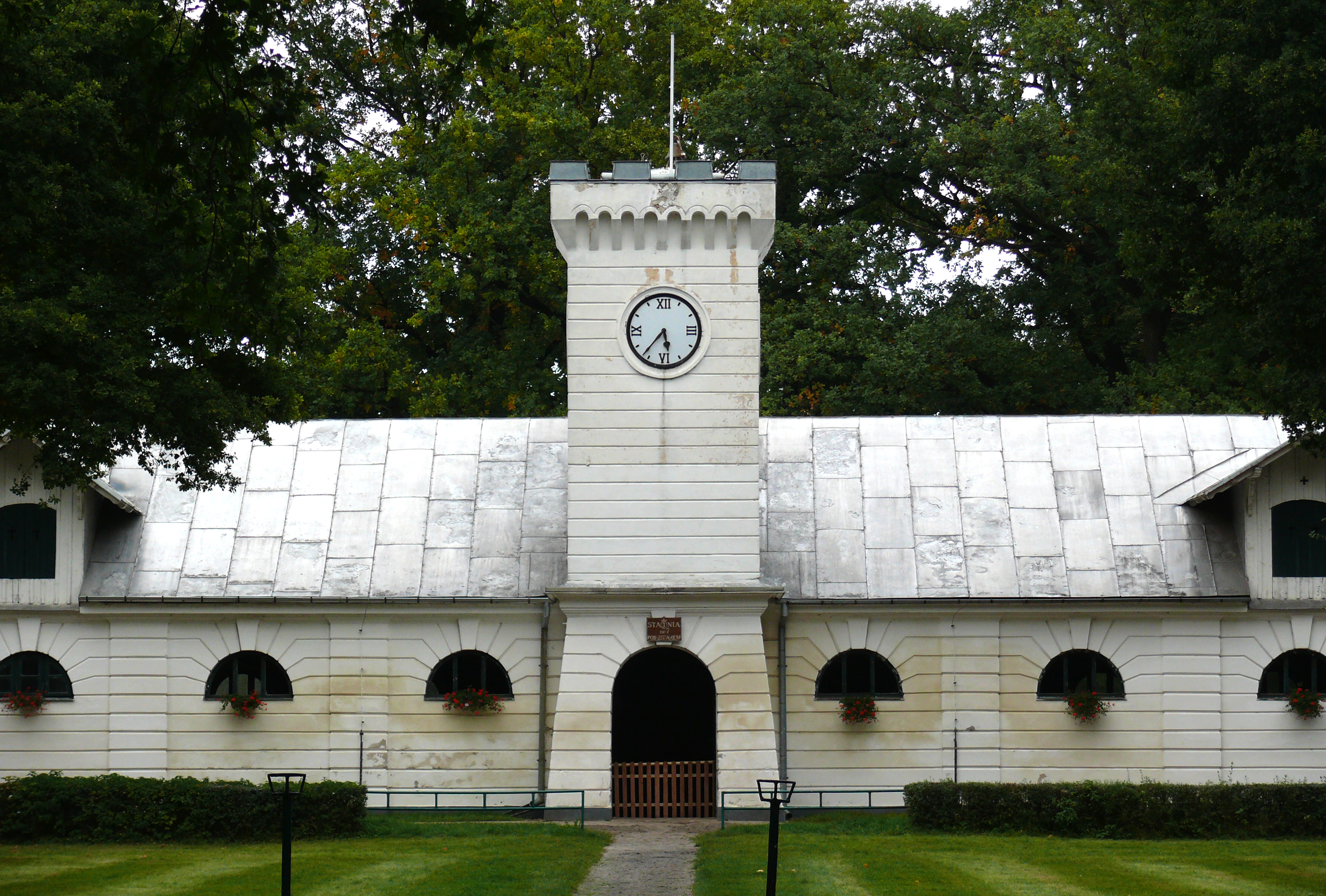
Stajnia "zegarowa" w stadninie koni arabskich w Janowie Podlaskim

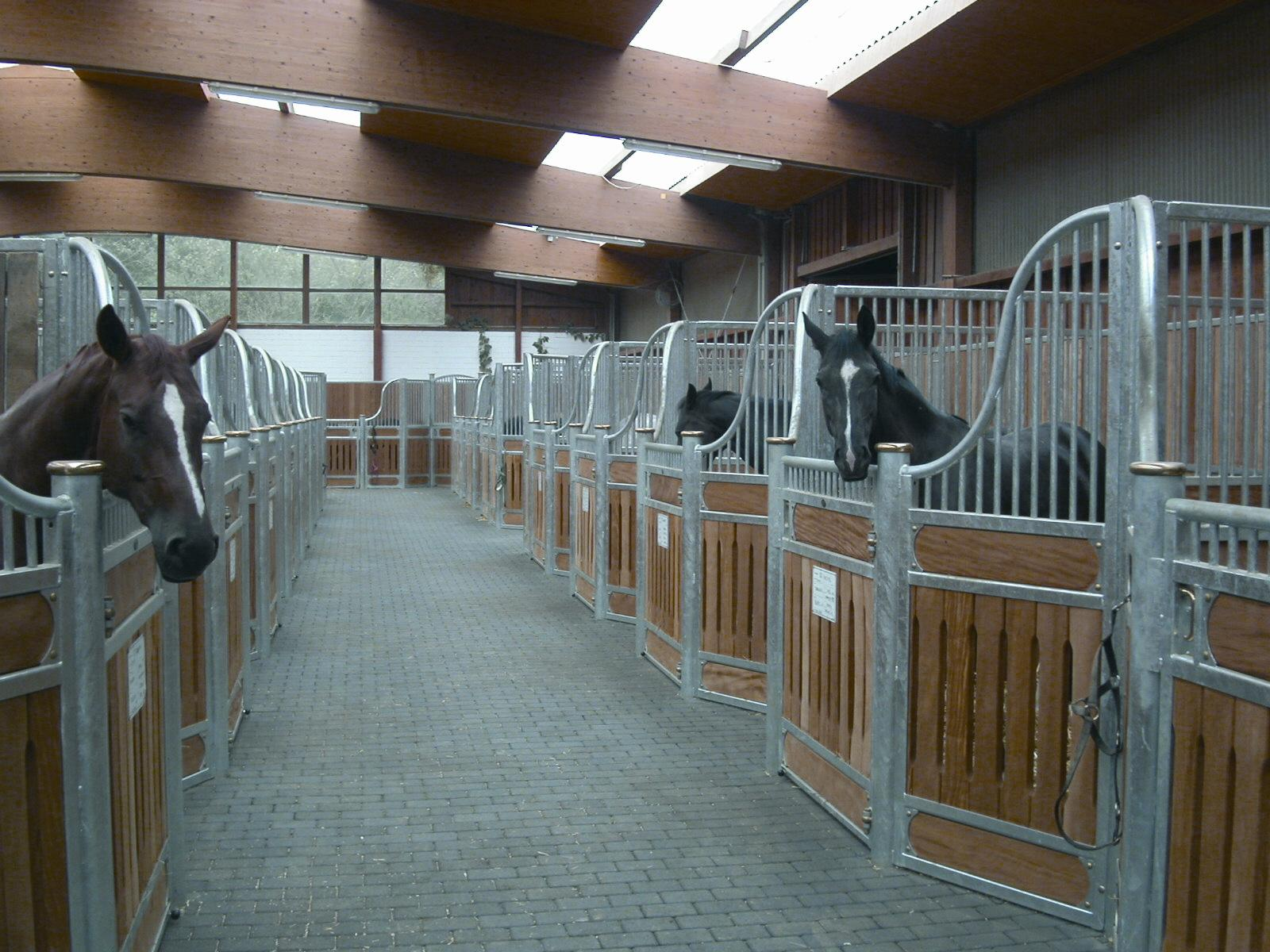
Stajnia z boksami wewnętrznymi umożliwiającymi koniom wyglądanie na korytarz

Stajnia – budynek, w którym trzyma się konie lub ogół koni należących do jednego właściciela. W prawidłowym wyposażeniu stajni powinny się znajdować; sprzęt pożarowy, czyli gaśnice, węże, sprzęt do sprzątania. Powinien obowiązywać rygorystyczny zakaz palenia, ze względu na zagrożenie pożarowe. Stajnia składa się przeważnie z kilku pomieszczeń, z których każde ma określoną funkcję. Najważniejsze to stajnia główna, gdzie znajdują się boksy lub stanowiska, w których stoją konie. Drugim takim pomieszczeniem jest siodlarnia, gdzie trzyma się sprzęt jeździecki. Oba te pomieszczenia powinny mieć zapewnioną doskonałą wentylację, a siodlarnia dodatkowo ogrzewanie, aby można było wysuszyć zawilgocony sprzęt. Kolejnym pomieszczeniem może być paszarnia, gdzie przechowuje się i przygotowuje paszę (jedzenie) dla koni. Często w stajniach znajdują się pomieszczenia pomocnicze, w których trzyma się np. narzędzia do sprzątania lub przybory do podkuwania koni.

## Typy stajni

### Boksowa

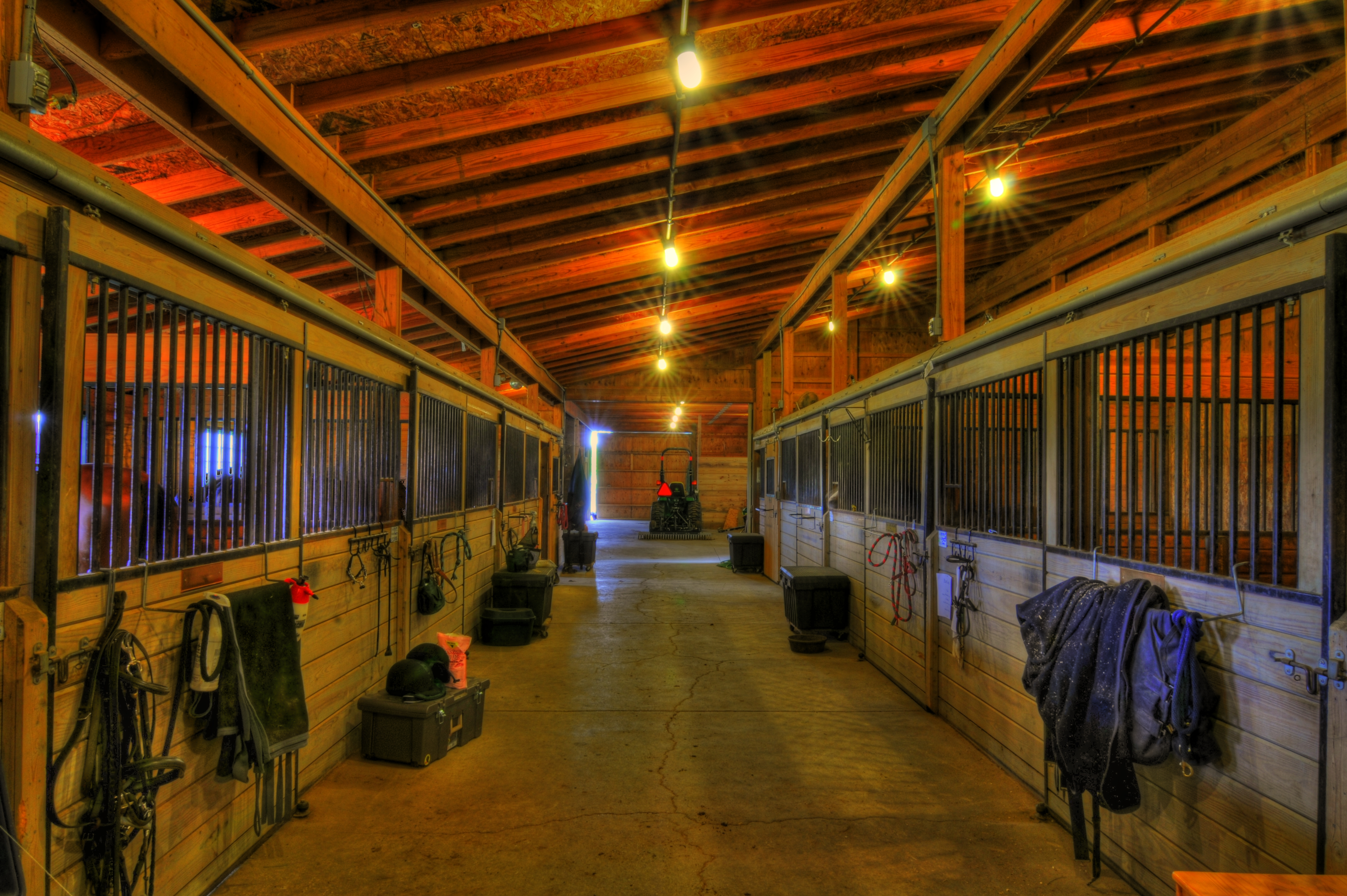
Stajnia z boksami wewnętrznymi zabudowanymi u góry prętami

Stajnia jest podzielona na indywidualne, zamykane miejsca dla poszczególnych koni, tzw. boksy. Boksy mogą być murowane, wykonane z drewna, czy stalowych prętów. Posiadają otwierane jedno- lub dwuczęściowe (górne i dolne) drzwi. Minimalna wielkość boksu dla konia gorącokrwistego to ok. 3 × 4 m (kuce mogą mieć boksy mniejsze, konie zimnokrwiste powinny mieć wymiary dostosowane do wielkości konia).
- z boksami wewnętrznymi – boksy otwierają się na wewnętrzny korytarz;
- z boksami zewnętrznymi, tzw. stajnia angielska – boksy otwierają się bezpośrednio na zewnątrz, na padok lub pastwisko.

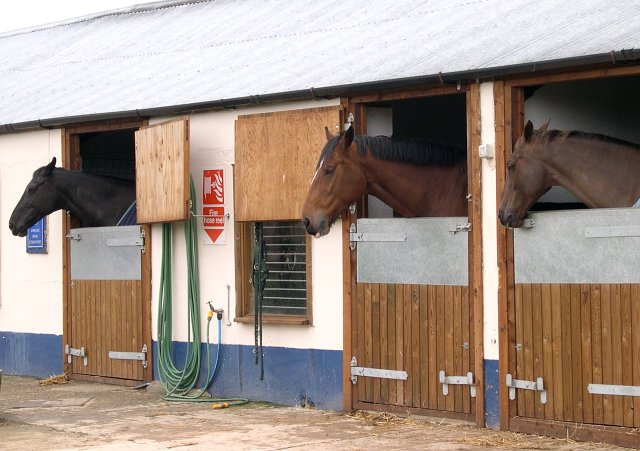
Stajnia z boksami zewnętrznymi

### Stanowiskowa

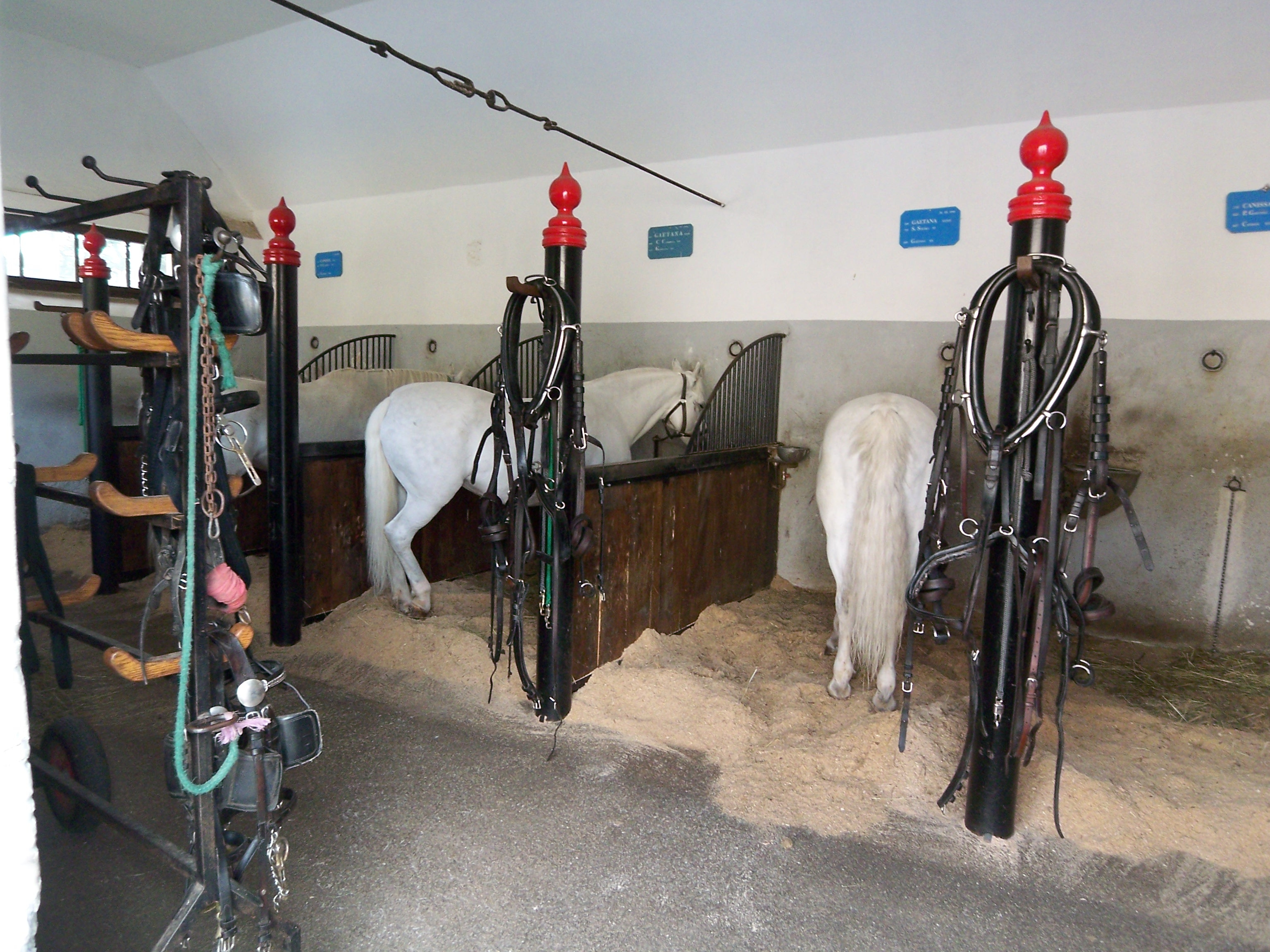
Stajnia stanowiskowa

Stajnia jest podzielona na indywidualne, otwarte od strony korytarza miejsca dla poszczególnych koni. Minimalna szerokość stanowiska dla konia gorącokrwistego to ok. 1,5 m (kuce i konie zimnokrwiste powinny mieć stanowiska odpowiednie do wielkości zwierząt). Konie na stanowiskach przebywają przywiązane linką lub łańcuchem o długości umożliwiającej swobodny ruch głową oraz położenie się na ściółce.

### Wolnowybiegowa

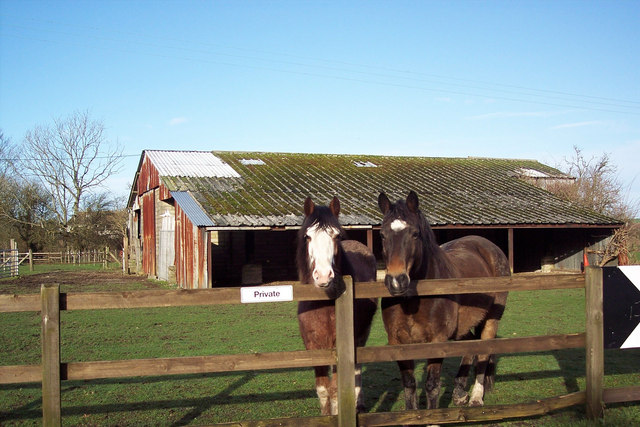
Stajnia wolnowybiegowa

Konie przez cały czas mają możliwość wchodzenia i wychodzenia ze stajni na wybieg. Stajnia, przypominająca często wiatę, chroni przed deszczem, wiatrem i śniegiem. Zazwyczaj niepodzielona na miejsca dla poszczególnych koni, umożliwiająca im poruszanie się w stadzie. Minimalna powierzchnia jaka powinna przypadać na jednego konia gorącokrwistego to ok. 9 m².

## Inne informacje
- W znaczeniu używanym na większości obszaru Polski stajnia jest pomieszczeniem tylko dla koni, inne zwierzęta gospodarskie trzymane są osobno, np. pomieszczenia dla trzody chlewnej (świń) nazywane są chlewnią lub tuczarnią, a dla bydła – oborą.
- Na południowym wschodzie Polski słowo stajnia było używane w znaczeniu obora, czyli pomieszczenie dla bydła rogatego. Opis i mapa zasięgu tego znaczenia słowa stajnia na terenie Polski dostępne są w Polskim Atlasie Etnograficznym[1].
- Czasami przy stajni znajduje się budynek zwany krytą ujeżdżalnią. Jest to miejsce, gdzie można jeździć kiedy warunki pogodowe nie umożliwiają jazdy na zewnątrz.
- Często budynkowi stajennemu towarzyszy gospodarstwo agroturystyczne, w stajni takiej organizowane są imprezy okolicznościowe, np. „Hubertusy”, różnego rodzaju zawody zarówno dla początkujących jak i zaawansowanych jeźdźców, a także gry i zabawy na koniach dla dzieci.
- Słowo stajnia, ze względu na jednostkę mocy, jaką jest koń mechaniczny, używane bywa także w odniesieniu do teamów rajdowych, zwłaszcza w Formule 1.